# Reinier van Monferrato
Reinier van Monferrato (circa 1084 - mei 1135) was van 1100 tot aan zijn dood markgraaf van Monferrato. Ze behoorde tot het huis der Aleramiden.

## Levensloop
Reinier was de zoon van markgraaf Willem IV van Monferrato en diens echtgenote Otta di Aglié. Rond 1100 volgde hij zijn vader op als markgraaf van Monferrato. Met zijn regering wierp het huis der Aleramiden in Monferrato zijn schaduw van obscuriteit af en begon de dynastie een invloedrijke rol te krijgen in de Italiaanse politiek. 
Hij was een trouwe aanhanger van keizer Hendrik V. In 1111 kreeg hij van hem een keizerlijke concessie voor de inwoners van Turijn, betreffende de Via Francigena die door de stad liep. Hetzelfde jaar doneerde hij samen met zijn neef Oberto I van Occimiano de kerk van San Martino di Zenzano in het kasteel van Occimiano aan de kapittel van het Sint-Evasiusklooster in Casale.
In 1113 doneerde Reinier een deel van Langiano aan het klooster San Secondo di Terra Rossa, dat verbonden was aan de Abdij van Fruttuaria. Ook stichtte hij tussen 1126 en 1133 samen met enkele andere familieleden het cisterciënzersklooster van Santa Maria di Lucedio nabij Trino.
Reinier stierf in mei 1135.

## Huwelijk en nakomelingen
In 1105 huwde Reinier met Gisela van Bourgondië (1075-1133), dochter van graaf Willem I van Bourgondië en weduwe van graaf Humbert II van Savoye. Ze kregen volgende kinderen:
- Johanna, huwde in 1127 met graaf Willem Clito van Vlaanderen
- Willem V (1115-1191), markgraaf van Monferrato
- Mathilde, huwde met markgraaf Albert van Parodi
- Adelheid, werd kloosterzuster
- Isabella, huwde met graaf Gwijde van Biandrate